# Општина Броштени (Сучава)
Броштени (рум. Broşteni) општина је у Румунији у округу Сучава.
Oпштина се налази на надморској висини од 692 m.